# Impatientinum americanum
Impatientinum americanum är en insektsart som beskrevs av Remaudière, G. 1981. Impatientinum americanum ingår i släktet Impatientinum och familjen långrörsbladlöss. Inga underarter finns listade i Catalogue of Life.